# Flugplatz Modena

i7
i11
i13
Der Flugplatz Modena (it.: Aeroporto di Modena-Marzaglia, IATA-Code: ZMO, ICAO-Code: LIPM) befindet sich in der norditalienischen Region Emilia-Romagna, rund zehn Kilometer westlich der Stadt Modena, bei der Ortschaft Marzaglia.

## Infrastruktur und Nutzung
Der rund zwei Kilometer südlich der Staatsstraße 9 gelegene Flugplatz hat eine 800 Meter lange, asphaltierte Start- und Landebahn (11/29). Südlich der Piste befindet sich ein kleines asphaltiertes Vorfeld und ein Hangar. Der Flugplatz dient in erster Linie der Allgemeinen Luftfahrt. Betrieben wird er vom örtlichen Aeroclub, der hier auch eine Flugschule unterhält.

## Geschichte
Die Pferderennbahn der Stadt Modena wurde ab 1911 auch als Flugplatz genutzt. Später richtete man an der Via Emilia unweit der Stadtmitte einen eigenen Flugplatz ein, der im Zweiten Weltkrieg auch militärisch genutzt wurde. Nach dem Krieg machte die städtebauliche Entwicklung eine weitere Nutzung nicht mehr möglich. 1971 stellte die Stadt dem Aero Club Modena Land bei dem Ort Marzaglia zur Verfügung, wo der heutige Flugplatz entstand.

## Sonstiges
- Neben dem Flugplatz Modena-Marzaglia gibt es in der Umgebung der Stadt noch eine Reihe weiterer Flugplätze, die der allgemeinen Luftfahrt dienen, unter anderem in Carpi, Pavullo nel Frignano, Campogalliano, Camposanto, Concordia sulla Secchia, Gaggio di Piano, Sassuolo und San Felice sul Panaro.
- Auf dem Flugplatz wurde eine Lockheed F-104 als Gate Guardian aufgestellt.